# Jezioro Kościńskie
Jezioro Kościńskie (niem. Köstiner See) – wysychające jezioro leśne na Równinie Wkrzańskiej, położone 1 km na północ od osady Kościno, około 0,4 km od wsi Dołuje oraz 0,5 km na wschód od  granicy polsko-niemieckiej. 
Nazwa polska obowiązuje od 1945 r. i pochodzi od nazwy pobliskiej osady Kościno. Podobnie nazwa niemiecka Köstiner See pochodzi od niemieckiej nazwy Kościna (Köstin – Kościno, See – jezioro).
Jezioro wysycha, jego powierzchnia od końca XIX wieku zmniejszyła się więcej niż o połowę, brzegi porośnięte szuwarami. 